# Benda Baru
Benda Baru is een bestuurslaag in het regentschap Tangerang Selatan van de provincie Banten, Indonesië. Benda Baru telt 36.665 inwoners (volkstelling 2010).